# Lamborghini Jarama
Der Lamborghini Jarama ist ein 2+2-sitziger Sportwagen des italienischen Automobilherstellers Lamborghini, der ab 1970 als Jarama 400 GT und ab 1972 in einer weiterentwickelten Version als 400 GTS verkauft wurde. Der Jarama löste den Islero ab und ergänzte den größeren Espada. Er war bis zum Urus 2018 der letzte neu vorgestellte Sportwagen des Unternehmens, der mit einem Frontmotor ausgestattet war. Der Jarama wird im englischen Sprachraum auch als „der vergessene Lamborghini“ bezeichnet. Er war auf dem Klassikermarkt lange Zeit nicht begehrt und erreicht auch mehr als 40 Jahre nach Produktionseinstellung noch nicht die Preise der anderen Zwölfzylindermodelle aus der Ferruccio-Lamborghini-Ära.

## Entstehungsgeschichte und Einordnung

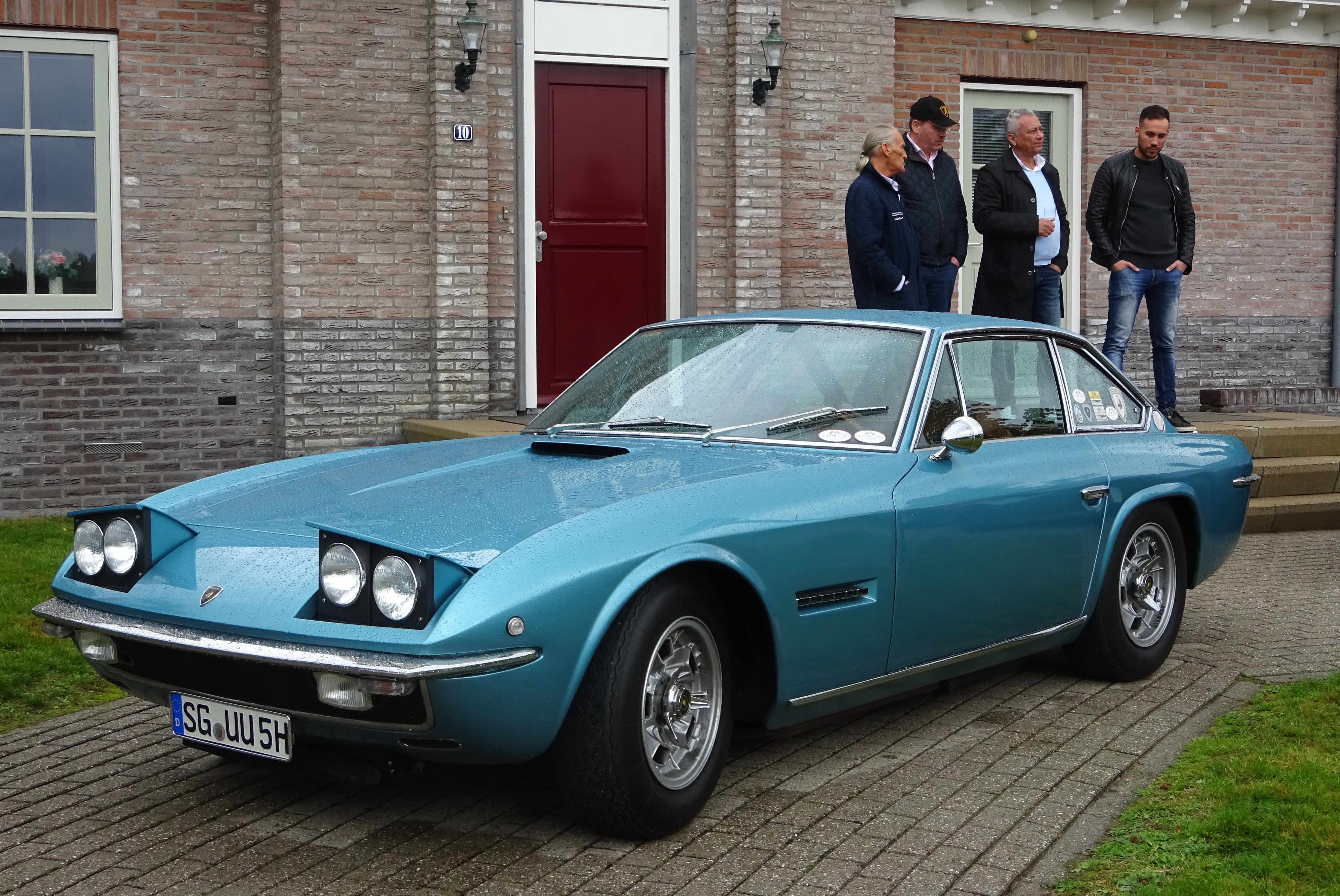
Vorgänger des Jarama: Lamborghini Islero

Das 1948 von Ferruccio Lamborghini als Traktorhersteller Lamborghini Trattori gegründete Unternehmen begann 1963 mit dem Bau von Hochleistungssportwagen, die unter anderem mit den Autos von Ferrari konkurrieren sollten. Auf den Prototyp 350 GTV folgte das 2+2-sitzige Seriencoupé 350 GT, das 1966 durch den äußerlich identischen 400 GT abgelöst wurde. Sein Nachfolger war der 1968 vorgestellte Islero, der technisch weitgehend mit dem 400 GT identisch war, aber eine geradlinige, von Mario Marazzi entworfene Karosserie hatte. Das Stufenheckcoupé Islero, das noch einen separaten Rohrrahmen hatte, stand ab neben dem Mittelmotorsportwagen Miura und dem „avantgardistischen“ viersitzigen Frontmotorcoupé Espada im Programm. Im Vergleich zu diesen Aufsehen erregenden Modellen verkaufte sich der Islero schlecht. Beobachter führen das vor allem auf die konservative Karosserie zurück, die klar im Schatten der anderen Lamborghinis gestanden habe. 1970 stellte Lamborghini daraufhin die Produktion des Islero ein. Seine Nachfolge trat der Jarama an, der wie sein Vorgänger ein distinguierter „Gran Turismo für den arrivierten Geschäftsmann“ sein sollte.
Für Ferruccio Lamborghini war der Jarama „der beste Kompromiss zwischen Miura und Espada.“ Tatsächlich stand der Jarama von Beginn an im Schatten beider Modelle; das Erscheinen des aggressiven Countach verstärkte die Außenseiterrolle des Jarama noch einmal. Die Produktionszahlen blieben deutlich hinter denen andere Lamborghini-Modelle zurück. Die Übernahme Lamborghinis durch die Schweizer Investoren Georges-Henri Rossetti und René Leimer im Jahr 1974 verbesserte die Position des Modells nicht. Der Jarama, der weniger Aufsehen erregte als die Mittelmotorsportwagen und der Espada, war das erste Modell, dessen Produktion die neuen Eigentümer nach der Übernahme einstellten.

## Modellbezeichnung
Bei dem Islero wählte Lamborghini erstmals eine Modellbezeichnung, die auf Begrifflichkeiten aus dem Stierkampfs Bezug nahm. Bei dem Miura und dem Espada setzte sich diese Tradition fort, und auch beim Nachfolger des Islero knüpfte Lamborghini daran an. Die Bezeichnung Jarama bezieht sich auf eine vom gleichnamigen Fluss durchzogene Region im Norden der spanischen Hauptstadt Madrid, die für die Aufzucht von Kampfstieren bekannt ist.

## Modellbeschreibung
Die Entwicklung des Jarama leitete Lamborghinis technischer Direktor Paolo Stanzani.

### Fahrgestell und Fahrwerk
Anders als beim Islero, der einen Rohrrahmen hatte, verwendete Lamborghini beim Jarama einen Plattformrahmen aus Stahl. Er war technisch mit dem Rahmen des viersitzigen Coupés Espada identisch, war aber im Radstand um 270 mm auf 2400 mm verkürzt. Alle Räder waren einzeln aufgehängt. Vorn und hinten kamen Doppel-Dreieckslenker mit Schraubenfedern, Querstabilisatoren und Teleskopstoßdämpfern von Koni zum Einsatz.

### Motor und Kraftübertragung

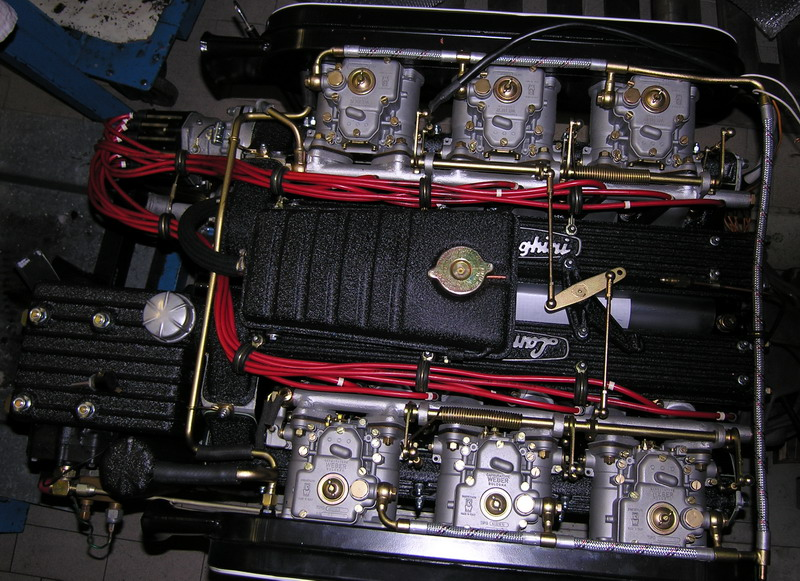
1972 Lamborghini V12-Motor mit einem Verteiler und Klimakompressor

Der Jarama wurde von Lamborghinis Zwölfzylinder-V-Motor angetrieben, der auch in den anderen Modellen des Unternehmens zum Einsatz kam. Im Jarama war er vorn in Längsrichtung eingebaut. Der Motor ging auf eine Konstruktion Giotto Bizzarrinis zurück, die 1963 in Lamborghinis erstem Prototyp 350 GTV debütierte. Das zunächst auf hohe Motorleistung getrimmte Aggregat des Prototyps wurde für die Aufnahme der Serienproduktion von Giampaolo Dallara leicht überarbeitet. Unter anderem ersetzte Dallara die Trockensumpfschmierung durch ein Druckumlaufsystem mit Nasssumpf und änderte die Vergaseranordnung. In dieser Form fand Bizzarrinis Zwölfzylinder in den meisten Serien-Lamborghinis der 1960er-Jahre Verwendung.
Der Motorblock bestand aus Aluminiumguss, der Hubraum belief sich auf 3929 cm³ (Bohrung × Hub: 82 × 62 mm). Die Zylinderbänke standen im Winkel von 60 Grad zueinander. Jede Zylinderreihe hatte zwei obenliegende Nockenwellen, die über eine Kette angetrieben wurden. Das Verdichtungsverhältnis betrug 10,7:1. Die Gemischaufbereitung übernahmen sechs Doppelvergaser von Weber (Typ 40DCOE). Die Motorleistung des 400 GT lag bei 350 PS, die bei 7500 Umdrehungen pro Minute anfielen. In der ab 1972 verkauften GTS-Version stieg die Motorleistung nach Werksangabe auf 365 PS. In der Literatur wird dieser Wert allerdings gelegentlich bezweifelt.
Serienmäßig übertrug ein handgeschaltetes, von Lamborghini selbst konstruiertes Fünfganggetriebe die Kraft des Motors auf die Hinterräder. Ab 1974 war auf Wunsch auch eine Dreigangautomatik von Chrysler erhältlich, die allerdings nur selten bestellt wurde. Viele Publikationen gehen davon aus, dass nur ein Jarama mit dem Automatikgetriebe ausgestattet wurde; in Markenclubs sind allerdings mindestens vier Automatikfahrzeuge konkret bekannt (Fahrgestellnummern 10568, 0574,10576 und 10650).

### Karosserie

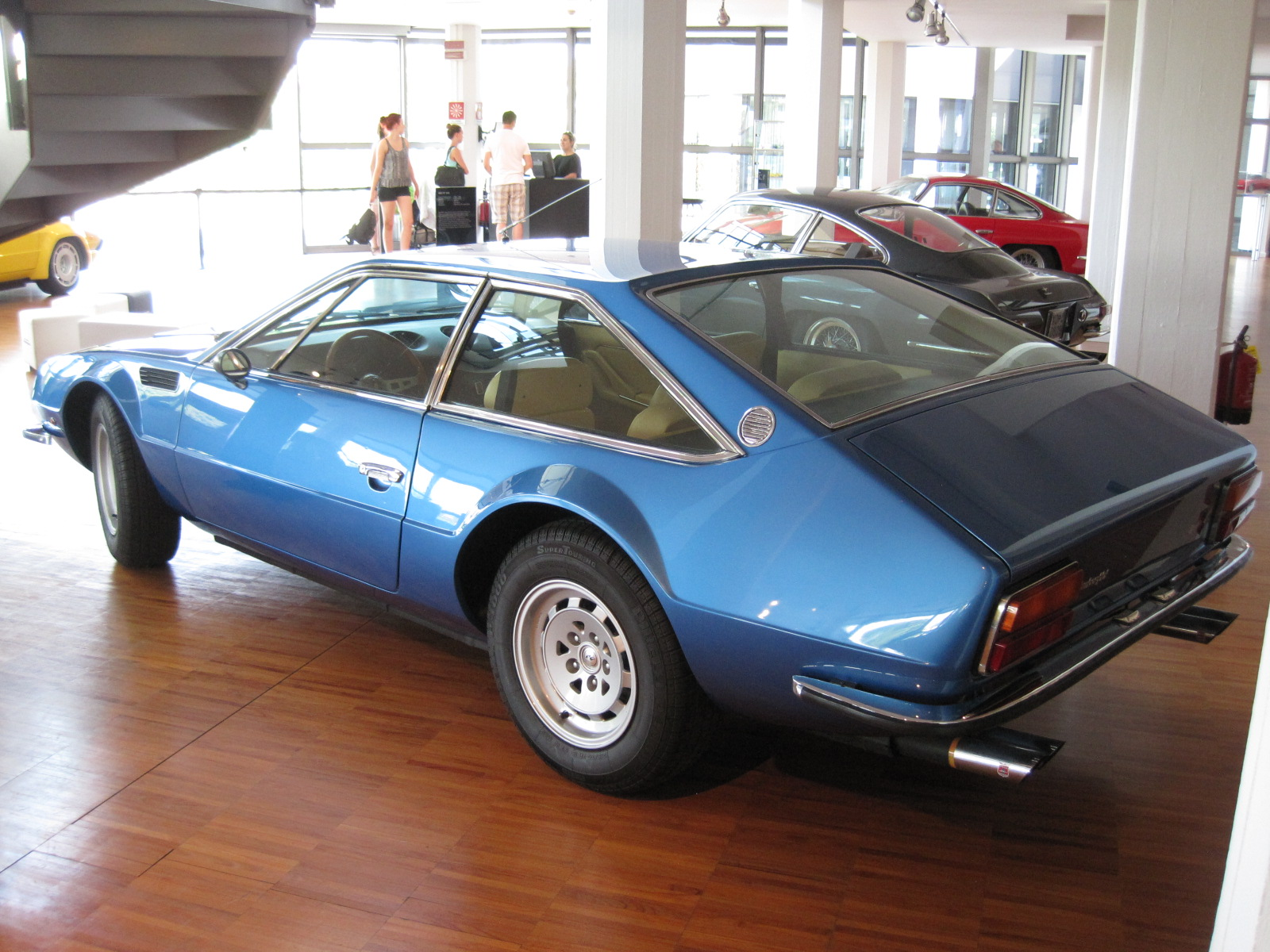
Trapezlinie und Rückleuchten vom Fiat 124: Lamborghini Jarama

#### Struktur
Die Karosserie des Jarama war selbsttragend ausgelegt. Sie bestand aus Stahlblech.

#### Design

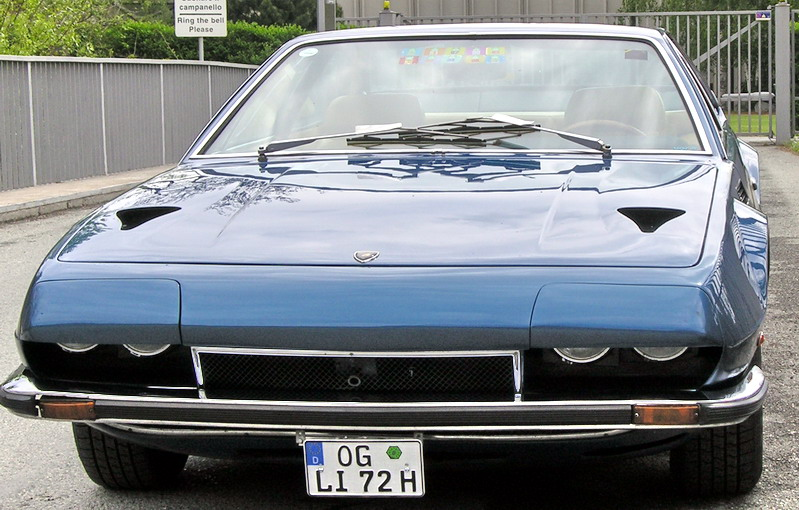
Halbverdeckte „Schlafaugen“

Die Form der Karosserie wurde im Turiner Studio Bertone gestaltet. Verantwortlicher Designer war Marcello Gandini. Im Bereich der Fahrgastzelle war „die streng geometrisch gestaltete Karosserie“ durch ein tief abfallendes Fließheck und einen langen hinteren Überhang geprägt. Gandini griff auf die Formsprache des Fiat 128 Shopping zurück, eine 1969 vorgestellte Studie Bertones, die sehr ähnliche Linien aufwies, allerdings deutlich höher war als das Lamborghini-Coupé. Die langen Überhänge und der tief liegende, waagerecht verlaufende Knick an den Wagenflanken zitierten außerdem Gestaltungselemente der ersten Serie des Oldsmobile Toronado.
Zu den besonderen Merkmalen der Karosserie gehören neben der Trapezform und den langen Überhängen eine Abrisskante am hinteren Dachabschluss sowie teilverdeckte vordere Doppelscheinwerfer. Im Ruhezustand war die obere Hälfte der Scheinwerfer von beweglichen Blechen verdeckt, die in Wagenfarbe lackiert waren und bei Aktivierung der Leuchten wegklappten. Sie werden oft als „Schlafaugen“ bezeichnet. Anders als üblich, schwenkten die Bleche allerdings nicht nach oben weg – so etwa bei den ebenfalls von Gandini gestalteten Sportwagen Alfa Romeo Montreal und Iso Lele –, sondern kippten nach unten.
Zahlreiche Anbauteile des Jarama kamen von Großserienherstellern, vor allem von Fiat. Das gilt etwa für die Türgriffe und die Rückspiegel. Am deutlichsten erkennbar war der Fiat-Bezug bei den Rückleuchten, die vom Fiat 124 Coupé der zweiten Serie stammten. Hier wich das Serienmodell vom Prototyp ab, der mit Rückleuchten des Audi 100 versehen war.

#### Innenraum

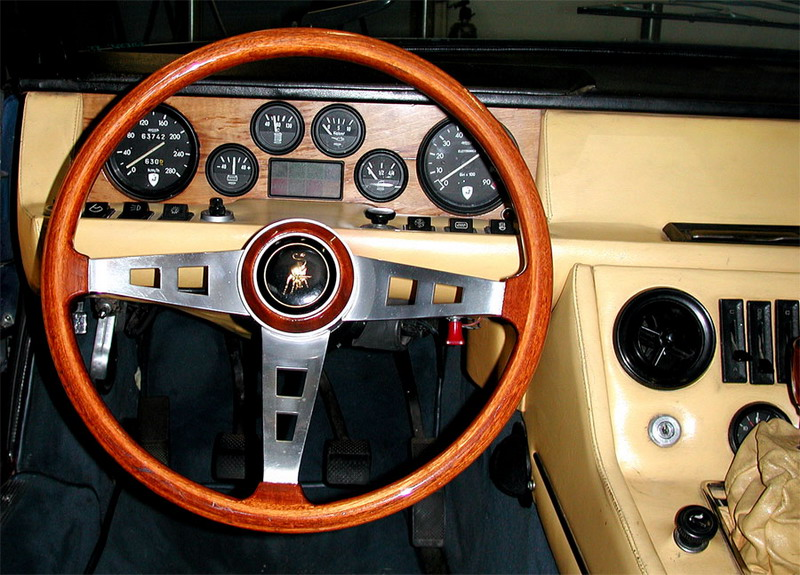
Mit Klaviertastatur: Armaturenbrett der ersten Serie

Der Jarama war ein 2+2-Sitzer. Die Sitze im Fond waren als Notsitze ausgelegt und konnten allenfalls von Kindern genutzt werden. Die hintere Rückenlehne war umklappbar, sodass die dadurch entstehende Fläche als zusätzliche Gepäckablage verwendet werden konnte. Allerdings ergab sich kein Zugang zum Kofferraum, sodass keine große zusammenhängende Ladefläche entstand.
Das Armaturenbrett der ersten Serie wurde vielfach bemängelt. Die Kritik betraf vor allem die Positionierung der Kippschalter, die auf einer waagerechten Fläche zwischen dem Instrumententräger und dem Lenkrad angebracht waren. Die unbeleuchteten Schalter waren schwer auseinanderzuhalten und schlecht zu bedienen. Journalisten fühlten sich an eine Klaviertastatur erinnert. Lamborghini reagierte 1972 auf die Kritik: Mit Einführung der zweiten Serie gab es ein völlig neu gestaltetes Armaturenbrett, bei dem die Schalter in der Mittelkonsole konzentriert waren. Auch die Instrumente waren neu angeordnet. In einem zweigeteilten Instrumententräger befanden sich die Anzeigen für Geschwindigkeit, Drehzahl, Tank und Batterie in der oberen Ebene, während mehrere kleine Anzeigen für weitere Funktionen zurückversetzt darunter positioniert waren. Das Radio hingegen war unter dem Dach eingebaut.

### Gewicht
Der Lamborghini Jarama wog leer 1540 kg. Er war damit schwerer als der deutlich längere Espada. In der Literatur wird das hohe Gewicht, das die Handlichkeit und die Fahrleistungen des Autos beeinträchtigte, in erster Linie auf die Carrozzeria Marazzi zurückgeführt, bei der die Fahrzeuge komplettiert wurden. Das kleine und wirtschaftlich schwach aufgestellte Unternehmen sei nicht in der Lage gewesen, gewichtssparend zu arbeiten. Lamborghinis Testfahrer Bob Wallace war der Ansicht, der Jarama hätte mit entsprechendem Fertigungs-Know-how etwa 250 kg leichter sein können.

### Fahrleistungen und Fahreigenschaften
Die Fahrleistungen waren für damalige Verhältnisse außerordentlich hoch. Die Höchstgeschwindigkeit des 400 GT wurde werksseitig mit 250 km/h angegeben; ein Test der deutschen Fachzeitschrift Auto Motor und Sport vom August 1971 bestätigte den Wert. Von 0 auf 100 km/h benötigte der Jarama mit Handschaltung 6,9 Sekunden. Beim 400 GTS stieg die Höchstgeschwindigkeit der handgeschalteten Version auf 260 km/h, mit dem Automatikgetriebe lag sie bei 240 km/h.
Der kurze Radstand machte den Jarama sehr wendig. Mehrere Testberichte attestierten dem Auto ein deutliches Untersteuern in Kurvenfahrten, andererseits aber auch einen sehr stabilen Geradeauslauf. Das Fehlen der Servolenkung bei den Modellen der ersten Serie beeinträchtigte die Handlichkeit des Autos bei niedrigen Geschwindigkeiten allerdings erheblich; für das US-amerikanische Magazin Road & Track war das Einparken „eine Qual“.

## Die einzelnen Serien

### Jarama 400 GT
Basismodell war der 1970 präsentierte Jarama 400 GT. Er war nicht mit Servolenkung erhältlich. Von ihm entstanden 188 Fahrzeuge.

### Jarama 400 GTS

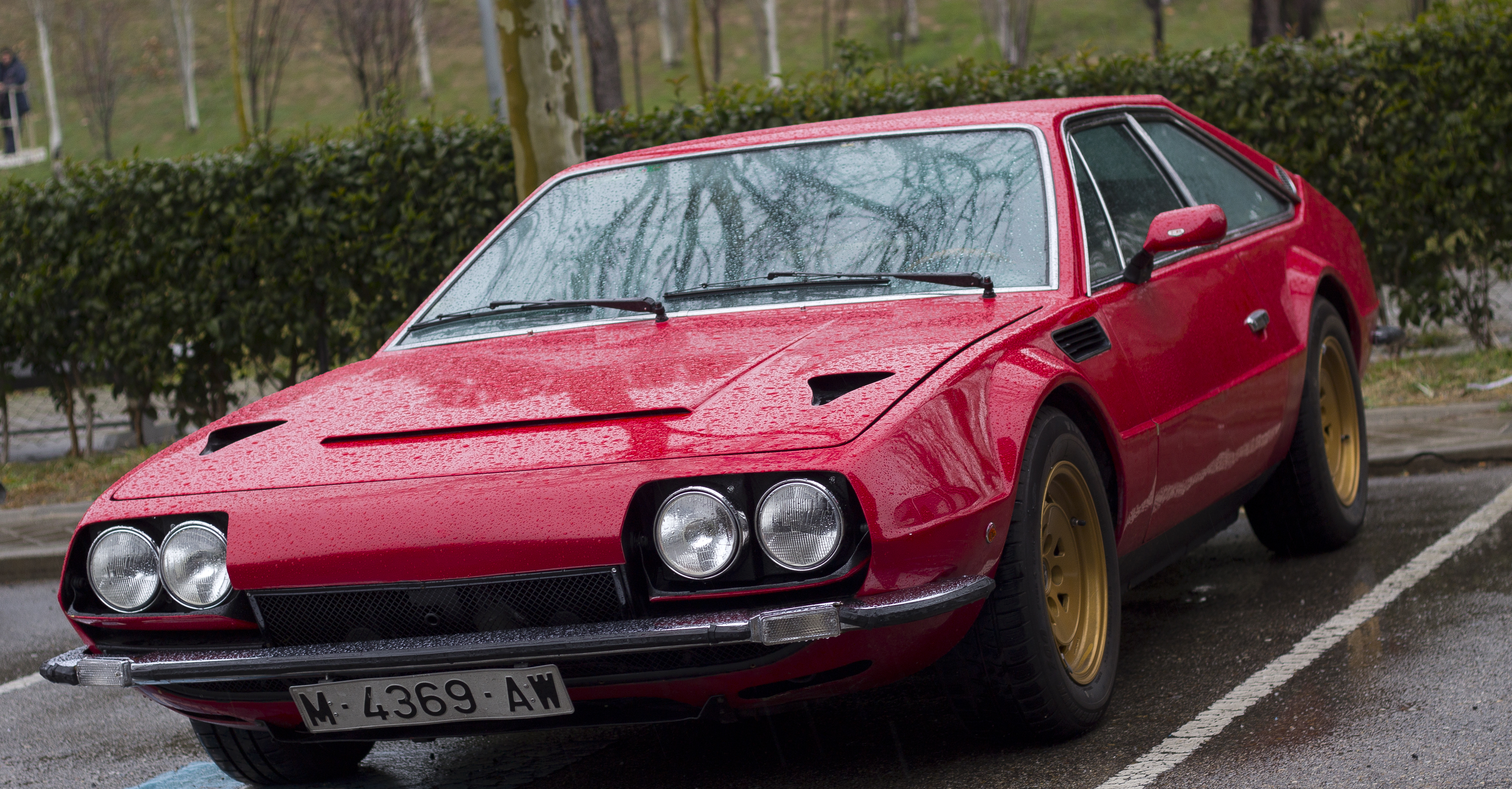
Mit zusätzlichem Lufteinlass in der Motorhaube: Jarama 400 GTS

1972 stellte Lamborghini eine weiterentwickelte Version mit der Bezeichnung Jarama 400 GTS vor. Die Veränderungen betrafen im Wesentlichen die Details, die bei der Ursprungsversion des Jarama kritisiert worden waren. So hatte der 400 GTS nun eine Servolenkung für mehr Komfort sowie Lufteintritte und -auslässe im Motorraum für eine bessere Kühlung. Zudem ersetzte ein anderes Armaturenbrett die designbetonte und zu Verwechslungen führende sogenannte „Klaviertastatur“, und eine andere Auspuffanlage erhöhte die Motorleistung um 15 PS. Außerdem erhielt das Fahrzeug neue Räder ohne Zentralverschluss.

## Produktion
Die Herstellung des Autos verteilte sich, wie bei zeitgenössischen italienischen Kleinserienfahrzeugen üblich, auf mehrere Unternehmen. Bei Lamborghini entstanden lediglich die Motoren. Bertone fertigte den Plattformrahmen und presste die Karosseriebleche. Den Zusammenbau übernahm schließlich zunächst die Carrozzeria Marazzi. Marazzi war für diese Aufgabe nur unzureichend ausgerüstet. Personal- und Ressourcenprobleme führten dazu, dass die handwerkliche Qualität der Autos jedenfalls in den ersten Jahren mangelhaft war. Nachdem Marazzi alle Fahrzeuge der GT-Reihe und 48 Exemplare der GTS-Reihe hergestellt hatte, verlagerte Lamborghini den Aufbau des Jarama komplett zu Bertone.
Die Fertigung des Jarama begann im Frühjahr 1970. Nach Werksangaben endete die Produktion des Jarama im Herbst 1976. Tatsächlich verzögerte sich die Komplettierung der letzten Fahrzeuge wegen wirtschaftlicher Schwierigkeiten Lamborghinis allerdings bis ins Jahr 1978. Ab 1976 konnte Lamborghini seine Lieferanten und Subunternehmer zeitweise nicht pünktlich bezahlen. Sie unterbrachen daher wiederholt die Lieferung oder die Arbeit an den jeweiligen Komponenten.
Insgesamt entstanden 327 Lamborghini Jarama.

## Jarama „Bob“

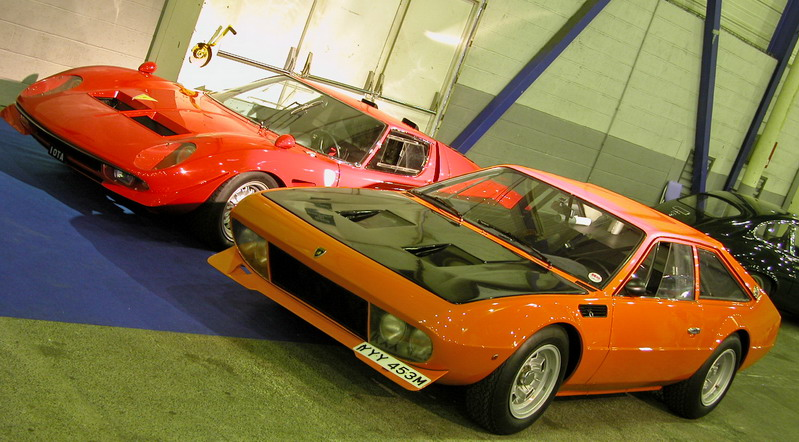
Lamborghini Jarama Sport und Lamborghini Miura Iota

### Entstehungsgeschichte
Der Jarama „Bob“ (Alternativbezeichnung: Jarama Sport) war eine Sonderversion des Jarama, die Lamborghinis Testfahrer Bob Wallace aufbaute. Wallace modifizierte den Jarama mit Blick auf einen möglichen Einsatz bei Wettbewerben sowohl im Karosseriebereich als auch in der Motorisierung. Auf ähnliche Weise war einige Jahre früher bereits Wallaces Miura Jota entstanden. Auch Lamborghinis Konkurrent Ferrari arbeitete ähnlich: Von dem Serienmodell 365 GTB/4 „Daytona“ wurde dort das Wettbewerbsfahrzeug 365 GTB/4 Competizione abgeleitet. Anders als bei Ferrari war die Sport-Version des Jarama allerdings kein werksseitiges Projekt, sondern ging ausschließlich auf Wallaces Privatinitiative zurück. So ging der Sport-Jarama im Gegensatz zu dem Ferrari-Modell auch nicht in die Serienproduktion, sondern blieb ein Einzelstück. Der Jarama wurde auch nie bei einem Rennsportwettbewerb eingesetzt.

### Änderungen im Vergleich zur Serie
Wallace ersetzte mehrere Karosserieteile, die serienmäßig aus Stahlblech gefertigt waren, durch Aluminiumkomponenten. Das betraf vor allem die Türen und die Motorhaube. Die Seitenfenster und die Heckscheibe waren aus Kunststoff gefertigt. Wallace änderte zudem das Design der Frontpartie. Die Schlafaugen entfielen. Stattdessen war das vordere Abschlussblech leicht abgerundet. Die Scheinwerfer befanden sich am unteren Teil des Fahrzeugs hinter einer durchsichtigen Kunststoffabdeckung. Hinzu kam ein breiter Frontspoiler.
Der Motor wurde nur leicht überarbeitet. Größere Weber-Vergaser vom Typ 42 DCOE, leichtere Kolben und Pleuel sowie veränderte Luftfilter führten zu einer Erhöhung der Leistung auf 380 PS, die bei 8000 Umdrehungen pro Minute anfielen. Das Fahrzeug erreichte damit eine Höchstgeschwindigkeit von 270 km/h. Um die Gewichtsverteilung zu optimieren, änderte Wallace die Positionierung des Motors. Der Zwölfzylinder wurde einige Zentimeter weiter zur Fahrzeugmitte hin eingebaut. Einige Quellen berichten, dass Wallace eine Gewichtsverteilung von „annähernd 50/50“ erreichte. Die veränderte Lage des Motors erforderte Modifikationen am Armaturenbrett und am Mitteltunnel. Im hinteren Bereich des Wagens entfernte Wallace die kleine Rückbank. An ihre Stelle setzte er die Batterie und einen großen Tank, dessen Einfüllstutzen direkt durch eine Öffnung im Heckfenster geführt wurde. Weitere Änderungen betrafen die Federung und die Stoßdämpfer.

### Verbleib des Autos
In der wirtschaftlichen Krise, unter der das Unternehmen ab 1976 litt, veräußerte Lamborghini den Jarama Bob an einen Käufer aus Saudi-Arabien, der es nicht pflegte. 1999 entdeckte ein britischer Sammler das Auto, kaufte und restaurierte es. Inzwischen wird der Jarama Bob gelegentlich auf Ausstellungen gezeigt.

## Der Lamborghini Jarama im Film
- In dem 1971 veröffentlichten italienischen Spielfilm Die Grotte der vergessenen Leichen (Originaltitel: La notte che Evelyn uscì dalla Tomba) ist der inzwischen grün lackierte Prototyp des Lamborghini Jarama zu sehen.

- In der 13. Folge der deutschen Fernsehserie Der Alte (Ein unkomplizierter Fall), die im April 1978 erstmals ausgestrahlt wurde, fährt Klausjürgen Wussow einen dunkelroten Jarama.[25]

## Der Lamborghini Jarama auf dem Klassikermarkt
Der Lamborghini Jarama führte auf dem Klassikermarkt jahrzehntelang ein Schattendasein. Die Preise eines Jarama blieben lange deutlich hinter Lamborghinis anderen Zwölfzylindermodellen der 1960er und 1970er Jahre zurück. 2007 war ein Jarama S in gutem Zustand für etwa 50.000 Euro erhältlich. Daran hat sich auch 40 Jahre nach der Produktionseinstellung nichts geändert; der Jarama ist noch immer der günstigste Lamborghini-Zwölfzylinder. Gleichwohl hat er ab 2010 eine deutliche Preissteigerung erfahren. Exzellente Exemplare des Jarama GT kosten 2017 etwa 190.000 Euro, ein GTS ist etwa 30.000 Euro teurer. Damit sind die Preise für einen Jarama zwischen 2012 und 2017 um mehr als 200 Prozent gestiegen. Sein Vorgänger, der Islero, wurde 2017 auf dem Klassikermarkt mit einem Verkaufspreis von 310.000 Euro notiert, ein Espada der ersten Serie lag zur gleichen Zeit bei etwa 270.000 Euro.